# Famatinit
Famatinit ist ein eher selten vorkommendes Mineral aus der Mineralklasse der „Sulfide und Sulfosalze“. Es kristallisiert im tetragonalen Kristallsystem mit der Zusammensetzung Cu3SbS4, ist also chemisch gesehen ein Kupfer-Thioantimonat.
Famatinit ist in jeder Form undurchsichtig und entwickelt nur selten kleine Kristalle in krustigen Überzügen. Meist findet er sich in Form körniger bis massiger Aggregate von dunkel bräunlichvioletter Farbe bei schwarzer Strichfarbe. Frische Proben weisen zunächst einen metallischen Glanz auf, werden dann aber durch fortschreitende Verwitterung matt.
Mit Luzonit (Cu3AsS4) bildet Famatinit eine Mischkristallreihe.

## Etymologie und Geschichte
Erstmals entdeckt wurde Famatinit in der Sierra de Famatina östlich der argentinischen Anden und beschrieben 1873 von Alfred Wilhelm Stelzner, der das Mineral nach seiner Typlokalität benannte.

## Klassifikation
In der veralteten 8. Auflage der Mineralsystematik nach Strunz gehörte der Famatinit zur Mineralklasse der „Sulfide und Sulfosalze“ und dort zur Abteilung „Sulfide mit M : S = 1 : 1“, wo er gemeinsam mit Briartit, Hocartit, Kësterit, Luzonit, Sakuraiit, Stannit und Stannoidit in der „Luzonit-Reihe“ mit der Systemnummer II/B.03a steht.
In der zuletzt 2018 überarbeiteten Lapis-Systematik nach Stefan Weiß, die formal auf der alten Systematik von Karl Hugo Strunz in der 8. Auflage basiert, erhielt das Mineral die System- und Mineralnummer II/C.06-020. Dies entspricht der Klasse der „Sulfide und Sulfosalze“ und dort der Abteilung „Sulfide mit dem Stoffmengenverhältnis Metall : S,Se,Te ≈ 1 : 1“, wo Famatinit zusammen mit Barquillit, Briartit, Černýit, Ferrokësterit, Hocartit, Kësterit, Keutschit, Kuramit, Luzonit, Permingeatit, Petrukit, Pirquitasit, Rhodostannit, Sakuraiit, Stannit, Toyohait und Velikit die „Stannitgruppe“ mit der Systemnummer II/C.06 bildet.
Die von der International Mineralogical Association (IMA) zuletzt 2009 aktualisierte 9. Auflage der Strunz’schen Mineralsystematik ordnet den Famatinit in die Klasse der „Sulfide und Sulfosalze (Sulfide, Selenide, Telluride, Arsenide, Antimonide, Bismutide, Sulfarsenide, Sulfantimonide, Sulfbismutide)“ und dort in die Abteilung „Sulfarsenate“ ein. Hier ist das Mineral in der Unterabteilung „Sulfarsenate mit (As,Sb)S4-Tetraedern“ zu finden, wo es zusammen mit Barquillit, Briartit, Luzonit und Permingeatit die „Luzonitgruppe“ mit der Systemnummer 2.KA.10 bildet.
In der vorwiegend im englischen Sprachraum gebräuchlichen Systematik der Minerale nach Dana hat Famatinit die System- und Mineralnummer 03.02.02.02. Das entspricht der Klasse der „Sulfide und Sulfosalze“ und dort der Abteilung „Sulfosalze“. Hier findet er sich innerhalb der Unterabteilung „Sulfosalze mit dem Verhältnis z/y = 4 und der Zusammensetzung (A+)i (A2+)j [ByCz], A = Metalle, B = Halbmetalle, C = Nichtmetalle“ in der „Luzonitgruppe“, in der auch Luzonit und Permingeatit eingeordnet sind.

## Kristallstruktur
Famatinit kristallisiert tetragonal in der Raumgruppe I42m (Raumgruppen-Nr. 121) mit den Gitterparametern a = 5,38 Å und c = 10,76 Å sowie zwei Formeleinheiten pro Elementarzelle.

## Bildung und Fundorte
Famatinit bildet sich ähnlich dem Luzonit in kupfer-, arsen- und antimonreichen, niedrig- bis mittelgradigen Hydrothermal-Adern, wo er neben diesem und Enargit noch mit vielen weiteren Sulfiden vergesellschaftet auftreten kann wie unter anderem Bismuthinit, Chalkopyrit, Covellin, Markasit, Pyrit, Sphalerit, Tetraedrit und Tennantit, dem Sulfat Baryt, dem ebenfalls meist anwesenden Quarz sowie gediegen Silber und Gold.
Als eher selten vorkommende Mineralbildung kann Famatinit an verschiedenen Fundorten zum Teil zwar reichlich vorhanden sein, insgesamt ist er aber wenig verbreitet. Weltweit sind bisher (Stand: 2012) rund 120 Fundorte bekannt. Neben seiner Typlokalität Sierra de Famatina in der Provinz La Rioja trat das Mineral in Argentinien noch in der „Capillitas Mine“ im Departamento Andalgalá (Catamarca), bei El Guaico im Departamento Minas (Córdoba) sowie in der „El Quevar Mine“, der „Armonía Mine“ und der „Julio Verne Mine“ (Salta) auf.
In Deutschland konnte das Mineral bisher nur in der Grube Clara in Baden-Württemberg, der Grube Bayerland bei Waldsassen in Bayern, der Grube Lüderich bei Altenbrück und den Kupfergruben bei Marsberg in Nordrhein-Westfalen sowie bei Sadisdorf in Sachsen gefunden werden.
In Österreich fand sich Famatinit bisher vor allem in der Umgebung der Tiroler Gemeinden Brixlegg und Rattenberg, trat aber auch am Hüttenberger Erzberg in Kärnten und im Schwarzleograben bei Hütten/Leogang in Salzburg auf.
Weitere Fundorte liegen unter anderem in Australien, Bolivien, Bulgarien, Chile, China, Frankreich, Griechenland, Grönland, Indonesien, Italien, Japan, Kanada, Kasachstan, Mazedonien, Mexiko, Namibia, Papua-Neuguinea, Peru, Philippinen, Russland, Slowakei, Spanien, Südafrika, Taiwan, Tunesien, Ungarn, Usbekistan, im Vereinigten Königreich (Großbritannien) und den Vereinigten Staaten von Amerika (USA).